# Ан-40
Ан-40 — радянський проєкт військово-транспортного літака з укороченим зльотом і посадкою, подальший розвиток літака Ан-12Д.

## Історія проєкту
В роки холодної війни була загроза неможливості використання вразливих до ворожої атаки бетонних злітно-посадкових смуг. Саме тому в більшості радянських ДКБ велись роботи по розробці літаків укороченого або вертикального зльоту. В АНТК імені Олега Антонова таким був проєкт літака Ан-40. Роботи по проєкту почалися в 1964. У 1965 був побудований макет Ан-40 в натуральну величину. Але проте на цьому проєкт зупинили.

## Призначення
Літак повинен був перевозити вантажі наземного та повітряного десантування, максимальним навантаженням 30 т при злітній масі 95 т на відстань 2750 км. Повітряне десантування вантажів забезпечувалося спецобладнанням, вмонтованим у підлогу вантажного відсіку. При наземному десантуванні особового складу у вантажний кабіні встановлюються десантні сидіння на 125 бійців. Також був передбачений санітарний варіант, в якому у вантажний кабіні встановлювалися 82 уніфікованих армійських носилок.
Збільшення вантажопідйомності і внутрішніх розмірів вантажної кабіни (довжина 15,46 м, ширина 3,45 м і висота 2,6 м) забезпечує перевезення великогабаритної техніки, яка не вміщається в Ан-12Б.

## Технічний опис
Силова установка літака складається з чотирьох турбогвинтових двигунів ТВД АІ-30 потужністю по 5500 л.с. з чотирьохлопатними гвинтами діаметром 5 м. Двигуни розташовуються в мотогондолах перед крилом. Вони кріпляться до силового шпангоута гондоли за допомогою рами з амортизаторами. Шпангоут за допомогою ферми і двох підкосів закріплений на передньому лонжероні СЧК. Між гондолами основних двигунів розташовуються мотогондоли спарених додаткових силових установок РД36-35, які призначені для зменшення розбігу та пробігу (ДСУ також використовується і для гальмування).  
У носовій частині фюзеляжу розташовані кабіна штурмана, а за нею кабіна екіпажу і кабіна супроводжуючого вантаж персоналу (до 17 осіб). Над кабіною супроводжуючого вантаж персоналу знаходиться робоче місце з блістером для борт-стрільця. Борт-стрілець може дистанційно керувати кормовою баштою ДБ-75 в якій розміщені дві двоствольні скорострільні гармати АТ-9 калібром 23 мм, прицільна радіолокаційна станція ПРС-4 "Криптон" і обчислювальний блок ВБ-257А-5. В обтічниках шасі можуть міститись касетні тримачі КДС-16ГМ для контейнерів автоматичного скидання дипольних відбивачів пасивних перешкод.

### Характеристики (згідно з розрахунками)
Основні характеристики
- Екіпаж: 6 чоловік
- Пасажиромісткість: 125 парашутистів або  82 хворих або поранених на уніфікованих армійських носилках у супроводі медпрацівників.
- Вантажопідйомність: 30000 кг
- Довжина:
- Висота:
- Розмах крила:

- Крило у плані: трапецевидне
- Максимальна злітна маса: 95000 кг
- Силова установка: 4 × Турбогвинтовий АІ-30  5500 к.с. ( 4045 кВт)
- Діаметр гвинта: 5 м
- Допоміжна силова установка: 4 × Турбореактивний РД36-35

Льотні характеристики
- Крейсерська швидкість: 550 км/год
- Перегінна дальність: 15500 км

Озброєння
- Стрілецько-гарматне: АТ-9 (2 шт.)
- Точки підвіски: касетні тримачі КДС-16ГМ

Розміри вантажної кабіни, м
- довжина 15,46
- ширина 3,45
- висота 2,6

## Перспективні модифікації проєкту
- Ан-40 ПЛО (протичовнова оборона) - варіант Ан-40 з силовою установкою, що працює як на гасі, так і на водневому паливі. У вантажній кабіні літака розміщений газоподібний водень (134,5 м3). Бойове навантаження (торпеди та глибинні бомби) загальною масою до 10 т розміщуються в передній частині подовжених обтічників шасі.

- Ан-42 - варіант Ан-40 з системою управління вектором тяги.